# داندو (آنگولا)
داندو (به لاتین: Dando) یک منطقهٔ مسکونی در آنگولا است که در نهری، آنگولا واقع شده‌است.